# Gnetum schwackeanum
Gnetum schwackeanum — вид голонасінних рослин класу гнетоподібних.

## Поширення, екологія
Країни проживання: Болівія; Бразилія; Колумбія; Гаяна; Перу; Венесуела. Ця струнка лоза росте у вологому лісі вздовж річок, іноді на піщаних або глинистих ґрунтах і на основі скельних виходів.

## Загрози та охорона
Незважаючи на те, вологі ліси Гаяни залишаються відносно стабільними / недоторканими, лісозаготівлі і видобуток золота дозволяють проникнення в незаймані тропічні ліси. Зустрічається в деяких охоронних територіях. Поки насіння не було зібране для проекту Насіннєвого банку тисячоліття.